# Komintern (ciągnik)
Komintern – ciężki gąsienicowy ciągnik artyleryjski, konstrukcji radzieckiej, z okresu przed II wojną światową. Konstrukcja ciągnika Komintern została opracowana w pierwszej połowie lat 30. XX w. Był produkowany seryjnie w latach 1934–1940.

## Historia konstrukcji
Projektowanie ciągnika Komintern rozpoczęto na zlecenie Głównego Zarządu Artylerii w Charkowskiej Fabryce Parowozów (ChPZ) w 1930 roku. Do listopada 1931 zbudowano trzy prototypy, lecz pierwotny projekt okazał się niezadowalający, m.in. z uwagi na małą siłę pociągową i prędkość wynikającą ze słabego silnika (65 KM), brak zakrytej kabiny i platformy ładunkowej. Konstrukcja ciągnika podlegała następnie istotnym zmianom. Otrzymał on nowo skonstruowany silnik o większej mocy, podwozie wykorzystujące elementy czołgu T-24, zamkniętą kabinę załogi i skrzynię ładunkową. Po raz pierwszy radziecki ciągnik wyposażono w wyciągarkę. Poprawiony ciągnik spełniał wymagania armii i został przyjęty na uzbrojenie.
Od kwietnia 1934 do końca roku, została wyprodukowana seria próbna 50 sztuk. Od 1935 roku rozpoczęto W ChPZ produkcję seryjną, która osiągnęła poziom 25 do 32 ciągników miesięcznie. Wyprodukowano ich łącznie 1798 sztuk, z tego do armii radzieckiej trafiło 1712.
Ciągniki typu Komintern w dużej ilości znalazły się w uzbrojeniu artylerii ciężkiej Armii Czerwonej. Po raz pierwszy zaprezentowano je publicznie na defiladzie z okazji 1 maja 1937 r. Były one używane do ciągnięcia praktycznie wszystkich typów cięższych dział radzieckich. W tym armat przeciwlotniczych 76 mm wz. 31 i 85 mm wz.39, haubic 122 mm wz. 38 (M-30), armat 122 mm wz. 31/37 (A-19), haubic 152 mm wz.34/36, haubicoarmat 152 mm wz. 37 (MŁ-20), armat 152 mm wz. 35 (BR-2), haubic 203 mm wz. 31 (B-4).
22 czerwca 1941, w Armii Czerwonej, było 1500 ciągników tego typu. Pod koniec wojny, ich liczba spadła do 568. Do chwili obecnej nie zachował się żaden egzemplarz.
Co najmniej 30 sztuk zostało, w listopadzie 1937 r., wysłanych do Chin. W niewielkiej ilości występowały również w uzbrojeniu Ludowego Wojska Polskiego.
Ciągnik Komintern był uważany za ogólnie udaną konstrukcję. Pomimo przestarzałości niektórych rozwiązań (np. zawieszenia), był względnie szybki i miał dużą siłę uciągu. Silnik ciągnika był trwały i odporny na trudne warunki eksploatacji oraz słabą jakość benzyny (osiągany przebieg międzyremontowy wynosił 2000 km). Do wad należało: duże zużycie paliwa (do 5 kg na 1 km), mała stabilność poprzeczna (związana z małą szerokością i wysokim środkiem ciężkości), mała manewrowość oraz szybkie zużywanie się sprzęgła głównego.

## Konstrukcja
Przy budowie ciągnika Komintern wykorzystano elementy podwozia czołgu T-24. Były to, przede wszystkim, cztery dwukołowe wózki po każdej stronie, resorowane na sprężynach.
Ciągnik miał układ klasyczny, zbliżony do ciężarówki. Konstrukcja oparta była na spawanej zamkniętej ramie prostokątnej. W przedniej części pojazdu umieszczony był wzdłużnie silnik, pod długą maską, z chłodnicą umieszczoną przed nim. Tuż za silnikiem znajdowała się zamknięta, dwuosobowa, kabina załogi, drewniana obita blachą (zaadaptowana z ciężarówki ZiS-5). W tylnej części znajdowała się skrzynia ładunkowa o powierzchni 5,36 m², mogąca pomieścić obsługę holowanego działa na trzech poprzecznych ławkach (do 12 osób) lub ładunek do 2000 kg. Pod ławką w przedniej części platformy były dwa zbiorniki paliwa po 275 l. 
Koła napędowe znajdowały się z tyłu, napęd przenoszony był przez dwutarczowe sprzęgło główne i sprzęgła boczne. Skrzynia biegów miała pięć przełożeń o rozpiętości 7,61. Gąsienice miały szerokość 360 mm, rozstaw między ich środkami wynosił 1530 mm a długość oporowa 3278 mm.
Pod skrzynią ładunkową znajdowała się wyciągarka z pionowym bębnem, o uciągu do 10 ton i długości liny 30 m, napędzana od silnika. Masa holowanej przyczepy lub działa wynosiła do 12 000 kg, a w wariancie przeciążonym, do 14 000 kg.